# Sasha Grey
Sasha Grey  (North Highlands, 14 de março de 1988), nome artístico de Marina Ann Hantzis, é uma ex-atriz pornográfica norte-americana, que atualmente atua como cineasta, escritora, fotógrafa, artista performática/transgressiva, musicista, streamer e também já atuou como diretora de cinema. Utilizou originalmente o nome Anna Karina (inspirada na ex-mulher de Jean-Luc Godard), antes de se decidir pelo nome atual. Ela afirmou que o sobrenome "Grey" representa o romance O Retrato de Dorian Gray de Oscar Wilde, e também a escala Kinsey de sexualidade.
Em 2011 anunciou sua retirada do cinema pornô.
Em 2014 interpretou a atriz "Jill" na longa-metragem Open Windows do diretor espanhol Nacho Vigalondo. No filme, a personagem de Sasha é perseguida por um estranho pela internet,  contracenando com o ator Elijah Wood.

## Biografia
Ao completar dezoito anos, em 2006, mudou-se para Los Angeles e decidiu iniciar sua carreira na indústria pornográfica. Tornou-se uma das maiores revelações da indústria após seu primeiro filme, Fashionistas 2, de John Stagliano (mais conhecido como "Buttman"), onde contracenou em uma orgia com Rocco Siffredi e outros. Essa característica lhe valeu uma rápida ascensão no mundo pornô e uma fama que foi além da indústria de filmes pornográficos. Sasha Grey foi convidada a participar de programas de TV, como o The Tyra Banks Show, onde a curiosidade sobre sua pouca idade e sua participação em filmes foi centro de grande debate.
Se diz fã da atriz Belladonna, com quem contracenou no filme Belladonna: Fetish Fanatic 4.
Em outubro de 2008 foi confirmado que Sasha Grey seria protagonista do filme The Girlfriend Experience do cineasta Steven Soderbergh (de Treze Homens e um Novo Segredo e Traffic). O filme mostrara o sub-mundo da prostituição do ponto de vista de uma garota de programa de luxo. Sasha declarou sua admiração pelo trabalho do diretor. “Ter a oportunidade de trabalhar com um diretor vencedor do Oscar é uma grande honra. Sou admiradora de Soderbegh há anos”, disse em entrevista à revista Variety.
Sasha Grey estrelou no filme de comédia/terror Smash Cut (2009) junto com David Hass, Michael Berryman, Ray Sager, Herschell Gordon Lewis e dirigido por Lee Demabre.
Em 2011 Sasha participou do videoclipe da canção "Space Bound" do rapper Eminem.
Em 2012, participou do jogo Saints Row: The Third, do qual ela participou do trailer de divulgação. No jogo em si, ela encarna as gêmeas DeWynter (que fisicamente parecem bastante com Sasha, e a voz de uma das personagens é dela), que comandam a parte financeira do Sindicato, além de trabalharem como assistentes de Philippe.
Em 2013 lançou o romance Juliette Society. Ainda em agosto do mesmo ano, visitou o Brasil, para o lançamento do seu livro Juliette Society, participando de alguns programas de televisão.
Em 2014, protagoniza o longa-metragem Open Windows sem ser do gênero pornográfico. No longa de suspense, ela interpreta a atriz Jill, que é perseguida por um fã fanático que obtém todas suas informações pessoais através da internet.

### Música
Em 2008, Grey começou uma colaboração de música industrial chamada aTelecine com Pablo St. Francis e os dois mais tarde adicionaram Anthony D' Juan e Ian Cinnamon. O primeiro EP do projeto, aVigillant Carpark, foi lançado em 2009.  No mesmo ano, Grey também contribuiu com vocais para o álbum Aleph at Hallucinatory Mountain do Current 93.
Em 2010, aTelecine lançou seu primeiro álbum, ...And Six Dark Hours Pass, e o seguiu com a primeira de três compilações A Cassette Tape Culture. comparou Sasha Grey com Cathy Ames no romance East of Eden, de John Steinbeck, descrevendo as faixas ambientais do aTelecine como bolas de demolição auditivas, afirmou que o temperamento artístico de Grey se aproxima do temperamento do Marquês de Sade como "uma defensora da liberdade amarrada em suas extremidades mais distantes, mas sem amarras de leis, moralidade ou religião" e admirou sua coragem e audácia. Em julho de 2013, foi anunciado que Grey havia deixado a banda, deixando Ian Cinnamon e um novo vocalista como os únicos membros remanescentes em tempo integral.

## Filmografia

### Cinema Erótico
- Control # 4
- Cum Fart Cocktails # 5
- Daddy's Little Princess # 2
- Filth And Fury # 1
- Freaky First Timers # 2
- Fuck Slaves
- Gang Bang # 5
- Girl Next Door # 2
- House Of Ass # 3
- I'm A Big Girl Now # 6
- In Thru The Back Door # 1
- Jack's My First Porn # 7
- Malice in Lalaland
- My Daughter's Fucking Blackzilla # 9
- Rich Little Bitch
- Sasha Grey Superslut
- Sex Slaves # 2
- Slut Puppies # 2
- Smokin' Hot
- So You Think You Can Squirt
- Swallow My Squirt # 4
- Teenage Heartbreakers
- Tight Teen Twats # 2
- Twisted Vision # 4
- Nurses
- Grand Theaf Anal # 11
- Throat: A Cautionary Tale
- Babysitters
- Deep Throat Love Sasha Grey
- Would you rather?

### Cinema Convencional
| Longas & Curtas-metragens | Longas & Curtas-metragens            | Longas & Curtas-metragens | Longas & Curtas-metragens | Longas & Curtas-metragens |
| Ano                       | Título                               | Papel                     | Nota(s)                   | Ref                       |
| ------------------------- | ------------------------------------ | ------------------------- | ------------------------- | ------------------------- |
| 2008                      | Confissões de uma Garota de Programa | Chelsea/Christine         | Protagonista              | [ 13 ]                    |
| 2009                      | Smash Cut                            | April Carson              | Protagonista              | [ 15 ]                    |
| 2011                      | I Melt With You                      | Raven                     |                           | [ 13 ]                    |
| 2011                      | Pocong Mandi Goyang Pinggul          | Ela mesma                 |                           | [ 13 ]                    |
| 2011                      | Blackstone                           | Raven                     | Curta-metragem            | [ 13 ]                    |
| 2012                      | The Girl From The Naked Eye          | Lena                      |                           | [ 13 ]                    |
| 2012                      | Would You Rather                     | Amy                       |                           | [ 13 ]                    |
| 2013                      | Sexy NSA Commercial With Sasha Grey  | Ela mesma                 | Curta-metragem            | [ 13 ]                    |
| 2014                      | The Scribbler                        | Bunny                     |                           | [ 13 ]                    |
| 2014                      | Open Windows                         | Jill Goddard              | Protagonista              | [ 11 ]                    |
| 2014                      | Snap Shot                            |                           |                           | [ 13 ]                    |
| 2014                      | Untitled Movie Theater Project       | Film Snob                 |                           | [ 13 ]                    |

### Videoclipes
| Participações em clipes musicais | Participações em clipes musicais | Participações em clipes musicais | Participações em clipes musicais | Participações em clipes musicais |
| Ano                              | Canção                           | Artista                          | Ref                              |                                  |
| -------------------------------- | -------------------------------- | -------------------------------- | -------------------------------- | -------------------------------- |
| 2008                             | Supechrist                       | Smashing Pumpkins                |                                  |                                  |
| 2011                             | Space Bound                      | Eminem                           | [ 16 ]                           |                                  |

### Videogames
| Videogames | Videogames            | Videogames     | Videogames                   | Videogames |
| Ano        | Título                | Papel          | Nota(s)                      | Ref        |
| ---------- | --------------------- | -------------- | ---------------------------- | ---------- |
| 2011       | Saints Row: The Third | Viola DeWynter | Faz a dublagem da personagem | [ 17 ]     |
| 2023       | Cyberpunk 2077        | Ash            | DJ for 89.7 Growl FM         | [ 21 ]     |

## Prêmios

### AVN(Adult Video News)
- 2010 - Melhor Cena de Sexo Anal – Anal Cavity Search 6
- 2010 - Melhor Cena de Sexo Oral – Throat: A Cautionary Tale
- 2010 - The Jenna Jameson Crossover Star Of The Year
- 2008 - Melhor na categoria "Best Oral Sex Scene – Video" (Babysitters);[22]
- 2008 - Melhor na categoria "Female Performer of the Year"[22]
- 2007 - Melhor na categoria "Best Three Way Sex Scene" (Fuck Slaves) - ao lado de Sandra Romain e Manuel Ferrara[23]
- 2007 - Melhor na categoria "Best Group Scene – Video" (Fashionistas Safado: The Challenge)[23]

### XRCO(X-Rated Critics Organization)
- 2009 - Melhor na categoria "Mainstream Adult Media Favorite"
- 2008 - Melhor na categoria "Best New Starlet"
- 2007 - Melhor na categoria "Female Performer of the Year"[24]

### Outros
- 2010 - F.A.M.E. Award – Favorite Oral Starlet[25]

## Livros
- Neü Sex (2011)
- The Juliette Society (2013)
- The Juliette Society, Book II: The Janus Chamber (2016)
- The Juliette Society, Book III: The Mismade Girl (2018)